# Humano, Demasiado Humano
Humano, demasiado humano: Um Livro para Espíritos Livres (em alemão: Menschliches, Allzumenschliches: Ein Buch für freie Geister) foi a primeira obra de Friedrich Nietzsche após o rompimento com o romantismo de Richard Wagner e o pessimismo de Arthur Schopenhauer.
Não foi bem-aceito pela crítica da época, o que o fez vender apenas 120 cópias no primeiro ano da publicação.
Trata-se de uma obra em aforismos, com índice remissivo. Incipiente as ideias que seriam refinadas em suas obras posteriores e fundamental para aquele que quer entender a evolução do legado nietzschiano.
Fora publicada em 1878, ano do centenário da morte de Voltaire, a quem foi dedicado, também cita no livro de forma positiva Homero, Schopenhauer (com ressalvas) e Goethe.
Na obra o autor mergulha na Filosofia e na Epistemologia implodindo as realidades eternas e as verdades absolutas e nos alerta para a inocuidade da metafísica no futuro. Busca registrar o conceito de espírito livre, isto é, aquele que pensa de forma diferente do que se espera dele: o homem do futuro.
Nietzsche sacode a humanidade nesse livro-resumo da história da Filosofia e do nascimento da Ciência, que não cumpriram seus papéis de criarem espíritos verdadeiramente livres, e que o homem precisa descobrir-se como Humano, Demasiado Humano.

## Citações do livro
- "Toda crença no valor e na dignidade da vida se baseia num pensar inexato; (…) porque cada um quer e afirma somente a si mesmo"

- "Raramente se engana quando se liga o exagerado a vaidade, o medíocre ao costume e o mesquinho ao medo"

- "Do mundo metafísico, absolutamente nada se poderia dizer senão que é um ser-outro, um ser-outro inacessível e incompreensível para nós; seria uma coisa com atributos negativos."

- "Quanto menos os homens estiverem condicionados pela origem, tanto maior será o movimento interior de seus motivos, tanto maior por sua vez, em decorrência, a agitação exterior, o envolvimento dos homens entre si, a polifonia de seus esforços."

- "Desde que acabou a crença de que um Deus dirigiria os destinos do mundo em seu conjunto e, apesar de todas as curvas do caminho seguido pela humanidade, os conduziria como senhor a bom termo, são os próprios homens que devem propor-se a fins ecumênicos que abrangem toda a terra."

- "Na conversa da sociedade, três quartos das perguntas feitas e das respostas dadas são para magoar um pouco o interlocutor; é por isso que muita gente tem sede da sociedade: ela confere a todos o sentimento de sua força"